# Marcus Kimball, Baron Kimball
Marcus Richard Kimball, Baron Kimball (* 18. Oktober 1928 in London; † 26. März 2014 in Market Harborough, Leicestershire) war ein britischer Politiker der Conservative Party und Life Peer.

## Leben
Kimball wurde 1928 im Londoner Stadtviertel Marylebone geboren. Er besuchte das Eton College und das Trinity College. Er wurde als Landwirt tätig und war Versicherungsagent für Lloyd’s of London.
1955 trat er erfolglos im Wahlkreis Derby South an.
Er war von 1955 bis 1962 Councillor des Rutland County Council und kommandierte ein Geschwader der Leicestershire Yeomanry. Dort wurde er 1947 Lieutenant und 1952 Captain, sowie 1955 Major.
Kimball war Jäger und war 1952 und 1953 Joint Master der Fitzwilliam Hunt und bei der Cottesmore Hunt von 1953 bis 1958. Bei der British Field Sports Society war er von 1966 bis 1982 Vorsitzender (Chairman) und von 1996 bis 1998 Präsident. Seit 1998 ist er stellvertretender Präsident (Deputy President).
Er hatte auch leitende Positionen in den Bereichen Windhundrennen, Springreiten und Pferdezuchtorganisationen, sowie am Royal College of Veterinary Surgeons.
Nachdem ein Gericht geurteilt hatte, dass er seine Haushälterin unfair entlassen habe, zahlte er ihr eine Entschädigung, welche sie zum Teil spendete.
Kimball repräsentierte von 1969 bis 1982 PC beim Vorstand (Council) vom Royal College of Veterinary Surgeons, wo er 1982 Honorary Associate wurde.
Von 1982 bis 1991 war er externes Mitglied des Vorstandes (Council) von Lloyd’s. Bei South East Assured Tenancies war er von 1988 bis 1996 Vorsitzender (Chairman). Von 1989 bis 1994 hatte er den Vorsitz des Fire Arms Consultative Committee inne. Von 1989 bis 1997 übte er dieses Amt beim University of Cambridge Veterinary School Trust aus. Beim British Greyhound Racing Fund Ltd war er Vorsitzender von 1993 bis 1996.
1989 war er Präsident der Hunters Improvement Society. Von 1991 bis 1999 war er Präsident der Olympia International Show Jumping Championships sowie von 1992 bis 1997 beim British Institute of Innkeeping.
Er war Vizepräsident und Mitglied des Treuhandrates (Trustee) des Old Carnegie Museum in Melton Mowbray.

## Mitgliedschaft im House of Commons
1956 wurde er bei einer Nachwahl für den Wahlkreis Gainsborough ins Unterhaus gewählt. Dieses Mandat hatte er bis 1983 inne. Sein Nachfolger wurde Edward Leigh.

## Mitgliedschaft im House of Lords
Kimball wurde am 9. Mai 1985 zum Life Peer als Baron Kimball, of Easton in the County of Leicestershire ernannt. Seine Antrittsrede hielt er am 13. November 1985.
Als Themen von politischem Interesse nannte er auf der Webseite des Oberhauses Finanzen und Landwirtschaft. Als Staat von Interesse nannte er die USA.
Seine Anwesenheit bei Sitzungstagen schwankte im Zeitraum ab der Sitzungsperiode 2001/2002 zunächst im mittleren Bereich. In der Sitzungsperiode 2011/2012 war er komplett abwesend. Im Mai 2012 nahm er aber wieder an einem einzelnen Sitzungstag teil.

## Weitere Ämter
Kimball war seit 1998 stellvertretender Präsident (Deputy President) der Countryside Alliance.

## Ehrungen
1981 wurde er Knight Bachelor. Von 1984 bis 1997 war Kimball Deputy Lieutenant von Leicestershire und seit 1997 von Rutland.